# Blackbird Raum
Blackbird Raum es una banda de Santa Cruz, California donde se han convertido en una parte importante dentro de la cultura de la ciudad. Son conocidos por su influencia de Gypsy punk, y considerados los fundadores de un nuevo género. Bajo la influencia de bandas americanas de cuerdas de la década del 1920 y moderno anarco-punk.
Forman parte de la cultura anarquista verde y critican la destrucción humana y ambiental causada por la civilización actual. Las letras de sus canciones suelen contener referencias a acontecimientos históricos, criaturas míticas y los iconos culturales, como una canción titulada Silent Spring (primavera Silenciosa), que hace referencia al libro del mismo nombre de Rachel Carson.
Blackbird Raum ha estado en varias giras como el  “burnin’ gasoline while there’s still such a thing tour”. Hizo una gira por Estados Unidos y por Alaska.

## Discografía
- Purse-Seine - 2007
- Swidden - 2008
- Under the Starling Host - 2009
- False Weavers - 2013